# Ben Helfgott
Sir Benjamin „Ben” Helfgott (ur. 22 listopada 1929 w Pabianicach, zm. 16 czerwca 2023 w Londynie) – polski Żyd, ocalały z Holocaustu, ciężarowiec, uczestnik dwóch olimpiad.
Dorastał w Piotrkowie Trybunalskim. W październiku 1939 wraz z rodziną trafił do pierwszego getta utworzonego przez Niemców w okupowanej Polsce. Pracował jako robotnik w fabryce szkła, a następnie był więźniem obozów koncentracyjnych Buchenwald i Theresienstadt. Po wojnie w ramach programu pomocy międzynarodowej dla ofiar Holokaustu został sprowadzony do Wielkiej Brytanii, gdzie po zdaniu matury w 1948, rozpoczął studia na uniwersytecie w Southampton, które przerwał po pierwszym roku i zajął się prowadzeniem działalności gospodarczej oraz uprawianiem podnoszenia ciężarów.
Był siedmiokrotnym mistrzem Wielkiej Brytanii w wadze lekkiej i czterokrotnym złotym medalistą Światowych Zawodów Klubów Makabi. Reprezentował Wielką Brytanię na igrzyskach olimpijskich w 1956 w Melbourne i 1960 w Rzymie, pełniąc funkcję kapitana drużyny ciężarowców. Tym samym został jedynym znanym byłym więźniem hitlerowskich obozów koncentracyjnych, który startował po wojnie w Igrzyskach Olimpijskich.
Po zakończeniu kariery sportowej został współzałożycielem Stowarzyszenia Pomocy dla Ofiar Holocaustu, przewodził też brytyjskiej reprezentacji w zarządzie Jad Waszem.
Odznaczony Kawalerią Orderu Imperium Brytyjskiego (MBE) oraz Krzyżem Kawalerskim i Krzyżem Komandorskim Orderu Zasługi Rzeczypospolitej Polskiej W 2018 roku otrzymał tytuł szlachecki od królowej Elżbiety II.

## Życie rodzinne
W 1966 poślubił Arzę, z którą miał trzech synów i doczekał się siedmiorga wnuków.